# Psydrax calcicola
Psydrax calcicola är en måreväxtart som först beskrevs av William Grant Craib, och fick sitt nu gällande namn av Aaron Paul Davis. Psydrax calcicola ingår i släktet Psydrax och familjen måreväxter.
Artens utbredningsområde är Thailand. Inga underarter finns listade i Catalogue of Life.